# Maki Tsuji
Maki Tsuji (jap. 辻麻希 Tsuji Maki; ur. 27 kwietnia 1985 w Obihiro) – japońska łyżwiarka szybka.

## Kariera
Największy sukces w karierze osiągnęła w sezonie 2016/2017, kiedy zajęła drugie miejsce w klasyfikacji końcowej Pucharu Świata w biegu na 500 m. W klasyfikacji tej rozdzieliła swe rodaczki: Nao Kodairę i Erinę Kamiyę. W zawodach PŚ zadebiutowała 4 grudnia 2004 roku w Nagano, zajmując trzynaste miejsce na 1000 m. Pierwszy raz na podium zawodów tego cyklu stanęła 12 grudnia 2010 roku w Obihiro, zajmując trzecie miejsce w biegu na 1000 m. W 2014 roku wystartowała na igrzyskach olimpijskich w Soczi, gdzie zajęła dziewiąte miejsce na 500 m i 27. miejsce na 1000 m. Była też między innymi szósta podczas sprinterskich mistrzostw świata w Calgary w 2017 roku.